# Transposon Tagging
Das Transposon Tagging ist eine Methode zur Identifizierung von bekannten oder unbekannten Genen durch Mutagenese mit Transposons.

## Eigenschaften
Durch die zufällige Insertion von mobilen genetischen Elementen in das Genom werden in entfalteten Bereichen der DNA Gene inaktiviert oder – in selteneren Fällen – auch aktiviert. Der durch das inaktivierte Gen veränderte Phänotyp dient der Identifizierung des im gesuchten Gen mutierten Klons. Durch eine DNA-Sequenzierung mit Transposon-basierten Primern wird durch ein Primer Walking die an das Transposon angrenzende DNA-Sequenz identifiziert. Durch eine Polymerasekettenreaktion können diese angrenzenden DNA-Sequenzen amplifiziert werden, z. B. für eine Klonierung und eine anschließende Proteinreinigung und Proteincharakterisierung. Sofern das Genom bereits vollständig sequenziert vorliegt, geben Homologien in Datenbanken Aufschluss über bekannte Funktionen ähnlicher DNA-Sequenzen (Blast) bzw. der daraus entstehenden Proteine (Pfam). 
Alternative Methoden sind das targeting induced local lesion in genomes (TILLING) und Genom-weite Hybridisierungsverfahren nach zufälliger Mutagenese.